# Centaurea aeolica
Centaurea aeolica — вид квіткових рослин айстрових (Asteraceae). Ендемік Ліпарських островів на північ від  Сицилії.

## Морфологія та біологія
Це багаторічна трав'яниста рослина. Вся рослина в молодому віці біло-повстяна; пізніше стає безволосою й більш-менш зеленою. Листя вздовж стебла зазвичай розташовані по черзі. Форма пластинки 1-2-перисто-різчаста з ланцетними сегментами. Верхні листки мають більш-менш лінійно-лопатоподібні сегменти. Суцвіття складаються з великих кінцевих або пазушних квіткових головок. Колір квіток варіюється від рожевого до бузкового і фіолетового. Форма сім'янки в основному видовжена і стиснута (рідше оберненоконічна); забарвлена в коричнево-чорний колір. Папус складається з двох рядів щетинок (зовнішні перисті або пір'ясті; внутрішні менші та рвані); рідко папус може бути нульовим. Цвітіння: червень і липень. Запилення відбувається за допомогою комах. Розмноження через насіння, яке поширюється переважно комахами, такими як мурахи.

## Середовище проживання
Населяє скелі та посушливі схили, зустрічаються до 400 метрів над рівнем моря.

## Галерея

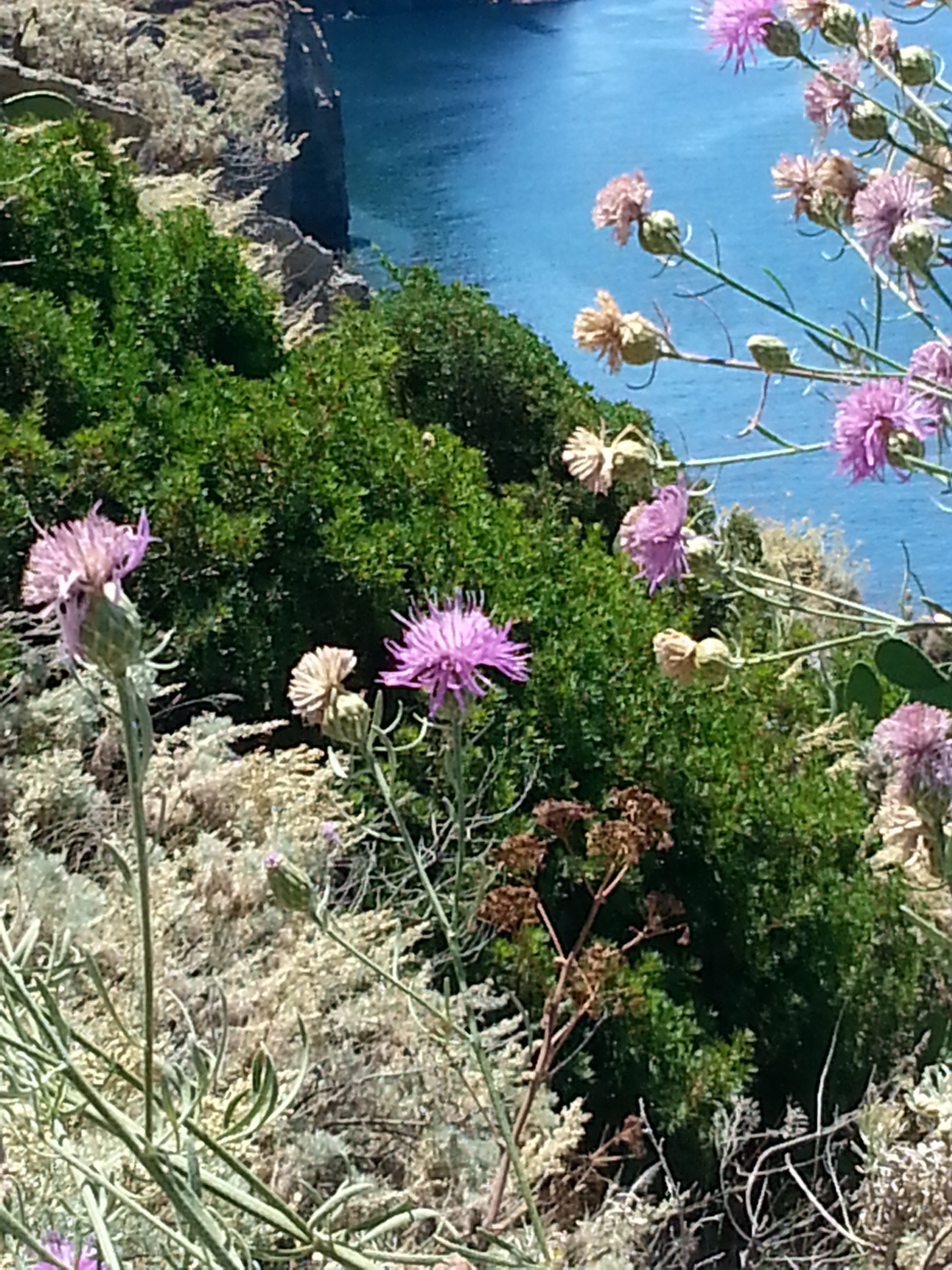
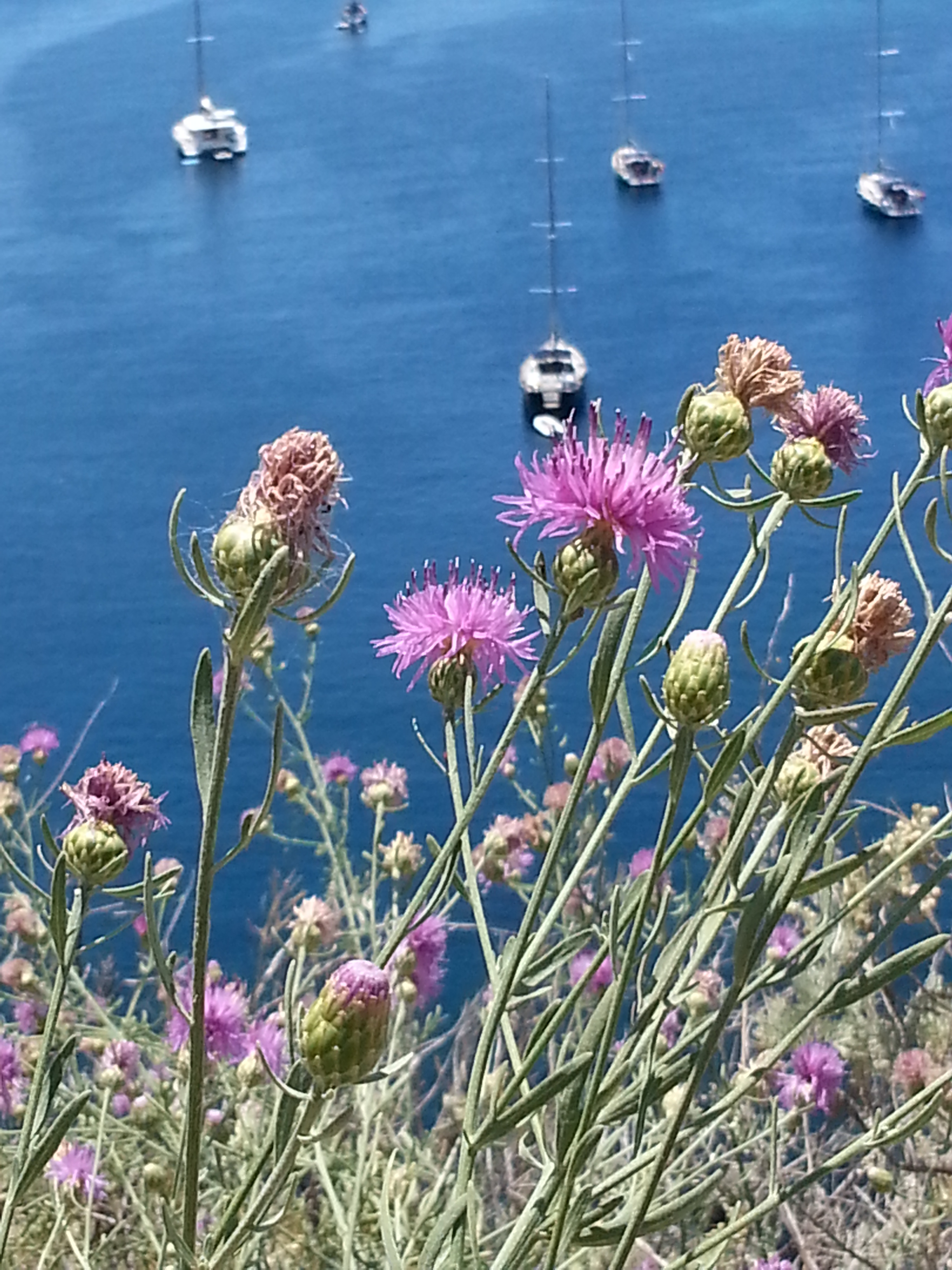
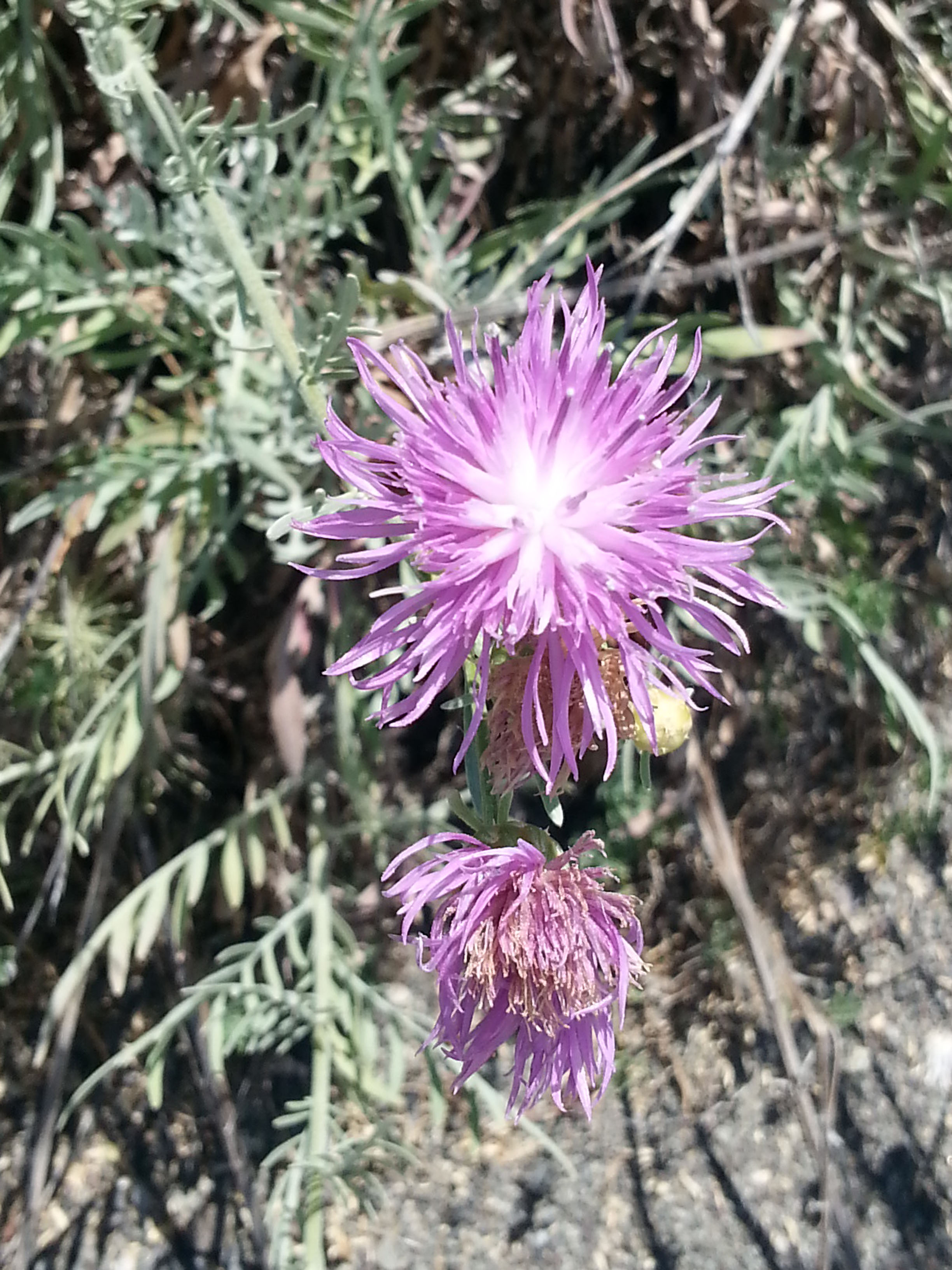